# Лизунов, Фёдор Георгиевич
Федор Георгиевич Лизунов (1903, Ногинск Московской области — дата смерти неизвестна) — сотрудник органов НКВД, организатор массовых репрессий в годы большого террора на территории Пермской области.

## Биография
Родился в Ногинске Московской области в 1903 году. Образование начальное. Участвовал в допросах Старкова А. И. заместителя председателя Пермского горсовета, впоследствии реабилитированного.
Арестован в феврале 1939 года. Приговорён Военным трибуналом войск НКВД в августе 1939 года по статье 193/17 к шести годам лишения свободы. В годы Великой Отечественной войны был мобилизован из ИТЛ на фронт. Пропал без вести в 1943 году на Сталинградском фронте.